# Anna Karenina (película de 2012)
Anna Karenina es una película británica que se estrenó en 2012. Está basada en la novela homónima escrita por León Tolstói.

## Sinopsis
En 1874, la Rusia Imperial, la esposa del príncipe Stepán "Stiva" Oblonsky, la princesa Daria "Dolly", destierra a su marido de su hogar debido a su infidelidad. La hermana de Stiva, Anna Karénina, una burguesa acomodada que vive en San Petersburgo con su marido, de mayor edad que ella, el conde Alekséi Karenin, y su hijo, Seryozha, viaja a Moscú para persuadir a Dolly para que perdone a Stiva. Mientras tanto, Stiva se reúne con su viejo amigo Konstantín Levin, un rico terrateniente y aristócrata que no es bien recibido por la élite de Moscú, ya que prefiere la vida del campo a la de la ciudad. Levin profesa su amor por la cuñada de Stiva, la princesa Katerina "Kitty" Scherbátskaya, y Stiva lo anima a pedirle matrimonio. Sin embargo, Kitty se niega, pues espera casarse con el Conde Alekséi Vronsky. Más tarde, Levin se reúne con su hermano mayor Nikolái, que ha rechazado su herencia y vive con una prostituta llamada Masha. Nikolái sugiere que Levin se case con una de las campesinas de su finca.
En el tren a Moscú, Anna conoce a la madre de Vronsky, la condesa Vrónskaya. Una vez allí, Anna conoce al propio Vronsky, y sienten una atracción mutua inmediata. Cuando un trabajador del ferrocarril muere en un accidente en la estación, Vronsky da una gran cantidad de dinero a la familia del trabajador. Anna convence a Dolly para que vuelva con Stiva. En un baile esa noche, Kitty intenta bailar con Vronsky, pero este decide bailar con Anna, atrayendo así la atención de todos los asistentes y dejando a Kitty con el corazón roto. Anna sube a un tren a San Petersburgo, pero en una parada de descanso ve a Vronsky, quien declara que debe estar donde quiera que vaya. Ella le dice que regrese a Moscú, pero él se niega. 
En San Petersburgo, Vronsky visita a su prima, la Princesa Betsy Tverskaya, una amiga de los Karenin, y  comienza a aparecer en todos los lugares que Anna y Betsy visitan. Vronsky coquetea abiertamente con Anna en una fiesta. Esto llama la atención de Karenin. Él sugiere a Anna que se vayan a casa, pero ella decide quedarse. Vronsky le habla de su intención de mudarse para aceptar un ascenso en el ejército, pero Anna le persuade de que se quede. Al día siguiente, se encuentran en un hotel y hacen el amor.
Stiva visita a Levin en su finca y le informa de que Kitty y Vronsky nunca llegaron a casarse. Levin se centra en vivir una auténtica vida rural, trabajando en sus campos con sus campesinos y contemplando tomar una de sus hijas como esposa, como su hermano había sugerido. Tiempo después, Levin ve a Kitty pasar en un carro y se da cuenta de que todavía la ama.
Karenin oye que su esposa y Vronsky están en el campo y los sorprende allí después de que esta le revele a Vronsky que está embarazada. Más tarde, Karenin se reencuentra con Anna, que sugiere que se reúnan a ver las carreras de caballos de esa noche. Las carreras comienzan, y Anna traiciona sus sentimientos por Vronsky cuando el caballo de este cae y lo hiere. En su camino a casa, Anna admite a Karenin que Vronsky es su amante y que desea divorciarse. Karenin se niega.
Unos meses después, Anna recibe a Vronsky en su casa en San Petersburgo y se queja de por qué no llegó antes. Este le dice que sus deberes como oficial han retrasado su visita. Karenin regresa a su casa y se cruza con Vronsky. Encuentra las cartas de amor entre Anna y Vronsky y decide tomarlas para dejarla en evidencia y divorciarse de ella. Karenin marcha a Moscú.
Mientras tanto, Levin y Kitty se reúnen en la casa de Stiva, donde también está Karenin. Este le anuncia a Stiva que se está divorciando de Anna. Stiva intenta convencerle de que la perdone, a lo que Karenin se niega. Después de la cena, Levin y Kitty declaran su amor el uno al otro y deciden casarse. Anna entra en parto prematuro y le manda una misiva a Karenin rogándole que vuelva y la perdone. Le dice a Vronsky que nunca podría ser el hombre que Karenin es. Karenin vuelve pensando que va a morir y la perdona. Anna sobrevive e inicialmente decide quedarse con su marido. La princesa Betsy habla con ella sobre su futuro con Vronsky ahora que está de vuelta en Moscú. Anna sugiere que Betsy lo discuta con Karenin, quien piensa que vuelven a ser la familia de antaño. Sin embargo, después de recuperarse, Anna elige seguir con Vronsky. Karenin se niega a concederle el divorcio, pero acepta su marcha. Ella y Vronsky parten a Italia con Anya, la hija de ambos.
Levin y Kitty regresan a su finca tras su boda. Allí se encuentran con un enfermizo Nikolái y con Masha. Levin le dice a Kitty que no tiene que vivir bajo el mismo techo que la exprostituta o que su hermano moribundo, pero ella, que ha madurado como persona, ignora las normas sociales y ayuda a Masha a cuidar de Nikolái.
Anna regresa a San Petersburgo para ver a Seryozha en su cumpleaños, pero solo puede hacerlo por poco tiempo. Anna comienza a sospechar que Vronsky le es infiel. Decide asistir a la ópera pese a sus negativas. Una vez allí, la clase alta la mira con desdén por ser alguien que "ha roto las reglas". Anna, humillada, se derrumba al volver a casa. Al día siguiente, almuerza en un restaurante donde sigue recibiendo el rechazo de la nobleza. Dolly, sin embargo, se acerca a ella y le dice que Kitty está en Moscú para tener a su primer hijo. También le confiesa que el comportamiento de Stiva no ha cambiado, pero lo acepta y se niega a separarse de él.
Más tarde, Vronsky le informa a Anna que tiene que reunirse con su madre para arreglar cuentas, pero Anna no le cree. Cuando Vronsky sale, Anna ve que se reúne con la princesa Sorókina. Angustiada, toma el tren para ver si Vronsky está verdaderamente con su madre. En el camino no deja de imaginarse a Vronsky y la princesa Sorókina teniendo relaciones sexuales. Al llegar a la estación de Moscú, Anna salta a las vías de tren y muere.
Levin regresa a casa de trabajar en los campos para encontrar a Kitty bañando a su hijo, y se da cuenta de dónde reside la verdadera felicidad.
Se nos muestra una comida familiar en casa de los Oblonsky, pero Stiva se queda fuera, devastado por la muerte de su hermana.
Karenin, ya retirado, lee en el campo mientras contempla a Seryozha y a Anya jugando juntos.

## Reparto
- Keira Knightley como Anna Arkádievna Karénina.
- Jude Law como Alekséi Aleksándrovich Karenin.
- Aaron Taylor-Johnson como Conde Alekséi Kiríllovich Vronsky.
- Kelly Macdonald como Princesa Daria "Dolly" Aleksándrovna Oblónskaya.
- Matthew Macfadyen como Príncipe Stepán "Stiva" Arkádievich Oblonsky.
- Domhnall Gleeson como Konstantín Dmítrievich Levin.
- Ruth Wilson como Princesa Elizaveta "Betsy" Fiódorovna Tverskaya.
- Alicia Vikander como Katarina "Kitty" Aleksándrovna Scherbátskaya.
- Olivia Williams como Condesa Vrónskaya.
- Michelle Dockery como Princesa Myágkaya.
- Emily Watson como Condesa Lidia Ivánovna.
- Holliday Grainger como La Baronesa.
- Shirley Henderson como Meme Kartasov.
- Luke Newberry como Vasili Lukich.
- Eros Vlahos como Borís.
- Cara Delevingne como Princesa Sorókina.
- Alexandra Roach como Condesa Marie Nordston.
- Thomas Howes como Yashvin.
- Saha Tomson  como Lukinajki.
- Bill Skarsgård como Coronel Majotin.

## Producción
La productora Focus Features anunció que el director de la película sería Joe Wright (director de Orgullo y prejuicio) convocaría a Keira Knightley, por tercera vez (antes para Orgullo y Prejuicio y Expiación - Más Allá de la Pasión), para el papel de Anna. 
El escritor Tom Stoppard (de Shakespeare in Love) fue quien escribió el guion de la adaptación.

## Premios y candidaturas
| Premio                                 | Categoría                                                 | Destinatarios y candidatos                                                | Resultado  |
| -------------------------------------- | --------------------------------------------------------- | ------------------------------------------------------------------------- | ---------- |
| Óscar 2012                             | Mejor banda sonora original                               | Dario Marianelli                                                          | Candidato  |
| Óscar 2012                             | Mejor fotografía                                          | Seamus McGarvey                                                           | Candidato  |
| Óscar 2012                             | Mejor diseño de producción                                | Sarah Greenwood y Katie Spencer                                           | Candidata  |
| Óscar 2012                             | Mejor diseño de vestuario                                 | Jacqueline Durran                                                         | Ganador    |
| Alianza de Mujeres Periodistas de Cine | Película que querías amar pero solo no pudiste            |                                                                           | Ganadora   |
| Alianza de Mujeres Periodistas de Cine | Mejor representación de desnudez, sexualidad, o seducción | Keira Knightley y Aaron Taylor-Johnson                                    | Candidata  |
| BAFTA 2012                             | Destacada película británica                              | Joe Wright, Tim Bevan, Eric Fellner, Paul Webster y Tom Stoppard          | Candidatos |
| BAFTA 2012                             | Mejor música original                                     | Dario Marianelli                                                          | Candidato  |
| BAFTA 2012                             | Mejor fotografía                                          | Seamus McGarvey                                                           | Candidato  |
| BAFTA 2012                             | Mejor diseño de producción                                | Sarah Greenwood y Katie Spencer                                           | Candidatas |
| BAFTA 2012                             | Mejor diseño de vestuario                                 | Jacqueline Durran                                                         | Ganadora   |
| BAFTA 2012                             | Mejor maquillaje y peluquería                             | Ivana Primorac                                                            | Candidata  |
| Critics' Choice Awards                 | Mejor dirección de arte                                   | Katie Spencer y Sarah Greenwood                                           | Ganador    |
| Critics' Choice Awards                 | Mejor diseño de vestuario                                 | Jacqueline Durran                                                         | Ganador    |
| Globo de Oro 2012                      | Mejor banda sonora original                               | Dario Marianelli                                                          | Candidato  |
| Hamptons International Film Festival   | Actores revelación                                        | Domhnall Gleeson y Alicia Vikander                                        | Ganador    |
| Festival de Cine de Hollywood          | Diseñadora de producción del año                          | Sarah Greenwood                                                           | Ganador    |
| Houston Film Critics Society           | Peor película                                             |                                                                           | Candidata  |
| Las Vegas Film Critics Society Awards  | Mejor diseño de vestuario                                 | Jacqueline Durran                                                         | Ganadora   |
| San Diego Film Critics Society Awards  | Mejor diseño de producción                                | Sarah Greenwood                                                           | Candidatos |
| Premios Satellite                      | Mejor actriz - Película                                   | Keira Knightley                                                           | Candidatos |
| Premios Satellite                      | Mejor guion adaptado                                      | Tom Stoppard                                                              | Candidatos |
| Premios Satellite                      | Mejor dirección de arte y diseño de producción            | Thomas Brown, Nick Gottschalk, Sarah Greenwood, Niall Moroney y Tom Still | Candidatos |
| Premios Satellite                      | Mejor fotografía                                          | Seamus McGarvey                                                           | Candidatos |
| Premios Satellite                      | Mejor diseño de vestuario                                 | Jacqueline Durran                                                         | Candidatos |
| Premios Satellite                      | Mejor música original                                     | Dario Marianelli                                                          | Candidatos |